# Huis Eyll
Het Huis Eyll, ook wel Croonenhof, is een kasteelachtig buitenhuis in de Maastrichtse wijk Heer. Het grotendeels 18e-eeuwse gebouw is sinds 1966 een rijksmonument, evenals de bijbehorende Hoeve de Croon. Bijzonder in het interieur zijn de stucwerkdecoraties van Petrus Nicolaas Gagini.

## Geschiedenis en bewoners
Huis Eyll heette oorspronkelijk "Croonenhof"; tijdens het ancien régime werd het ook "de grote winhof" genoemd. In 1570 was het in bezit van Dionysius Sutendael, die in 1584 burgemeester van Maastricht werd. De huidige naam is te danken aan de familie Van Eyll, die het huis aan het eind van de 17e eeuw in bezit kreeg. Kanunnik Alard Jan Joseph van Eyll liet het huis een eeuw later verfraaien met een nieuwe voorgevel en stucwerkdecoraties in het interieur.
Van 1822 tot 1860 was het huis in bezit van de familie Van Dopff, daarna tot 1906 van de familie Du Parc. Na enkele malen van eigenaar te zijn gewisseld, kwam het huis in 1929 in handen van de familie Van Heijst-Regout, die er tot 1952 woonde. Daarna verwierf ir. C. Darley het huis en liet het aanpassen aan de eisen van de moderne tijd. Daarbij werden onder andere de wandbespanningen uit omstreeks 1800 met olieverfschilderingen van dieren in een parkachtige omgeving verwijderd. Ook werd een eiken Régence-trap met balusterleuning gewijzigd en verplaatst. In 1955 werd aan de noordzijde een smalle dwarsvleugel toegevoegd.
De bij het landhuis behorende landerijen zijn in de loop van de 20e eeuw als gevolg van stadsuitbreiding grotendeels bebouwd. In de jaren 1980 werd de wijk Eyldergaard op een deel van de boomgaarden van Huis Eyll gebouwd. Het huis is in 1980 door het rijk aangekocht en na restauratie enige tijd in gebruik geweest als ambtswoning van de commissaris van de Koning(in) van Limburg, "gouverneur" Sjeng Kremers. Anno 2019 wordt het huis privé bewoond.

## Beschrijving

### Huis Eyll

#### Exterieur
Het Huis Eyll is een van oorsprong rechthoekig herenhuis met twee verdiepingen onder een zadeldak met een 20e-eeuwse dwarsvleugel. De middenrisaliet van de voorgevel uit 1771 wordt bekroond door een fronton. De deuren en vensters hebben segmentboogomlijstingen van hardsteen.
Uit het tweede kwart van de 18e eeuw dateert het ijzeren régencehek tussen hardstenen pijler, en twee paar andere hekpijlers . Een 18e-eeuwse tuinvaas siert de tuin.

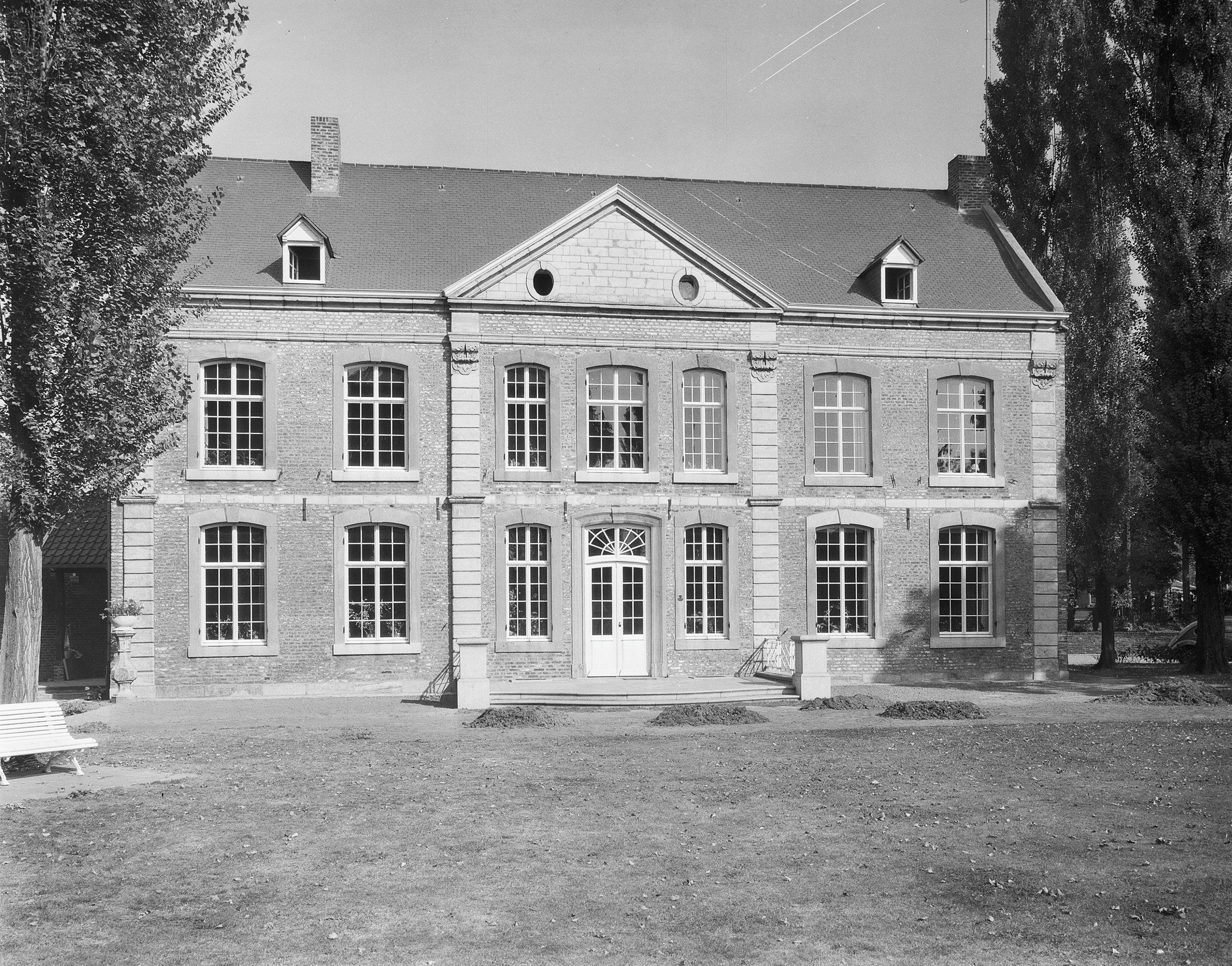
Zuidgevel
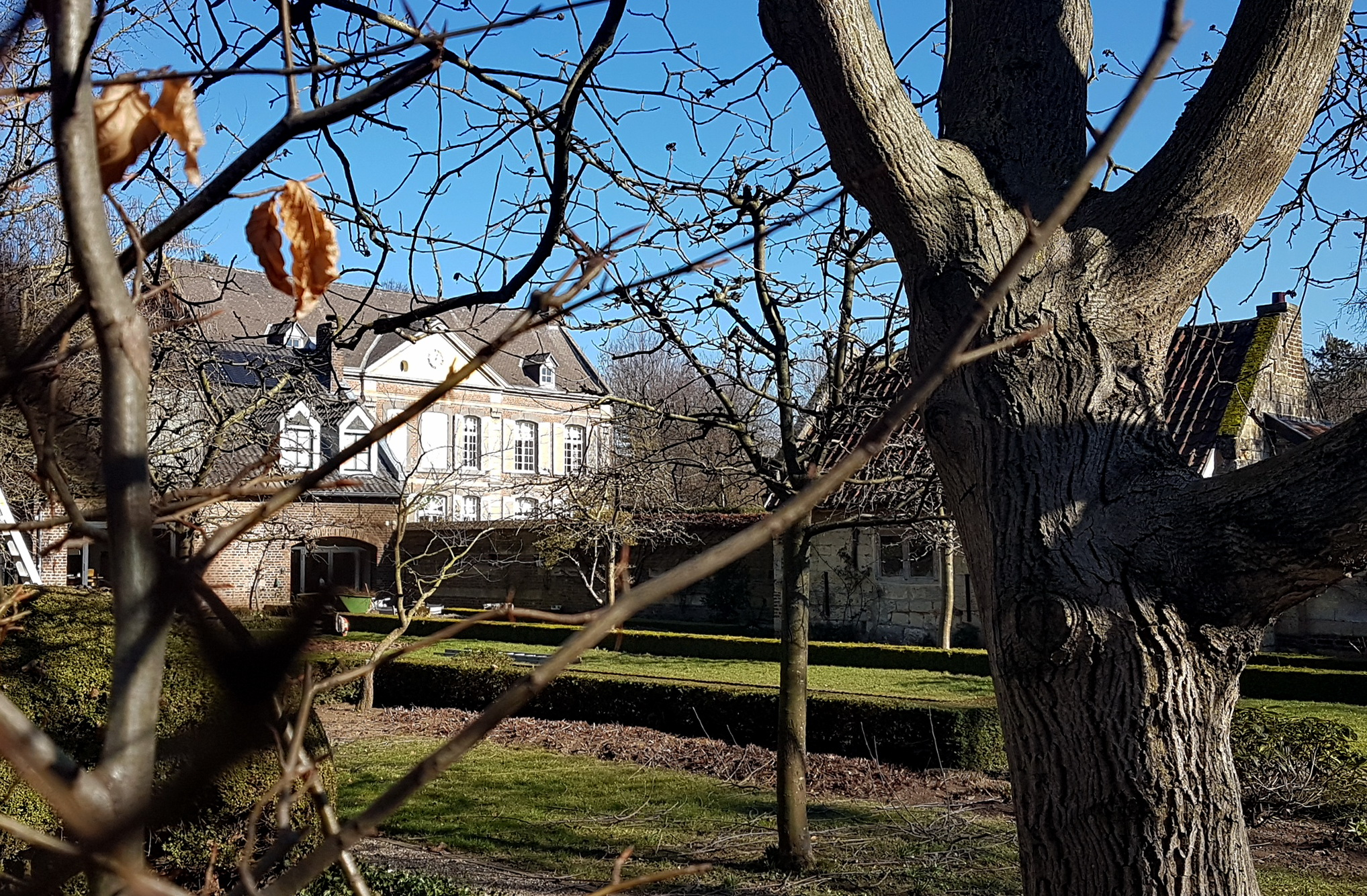
Zicht op de tuin
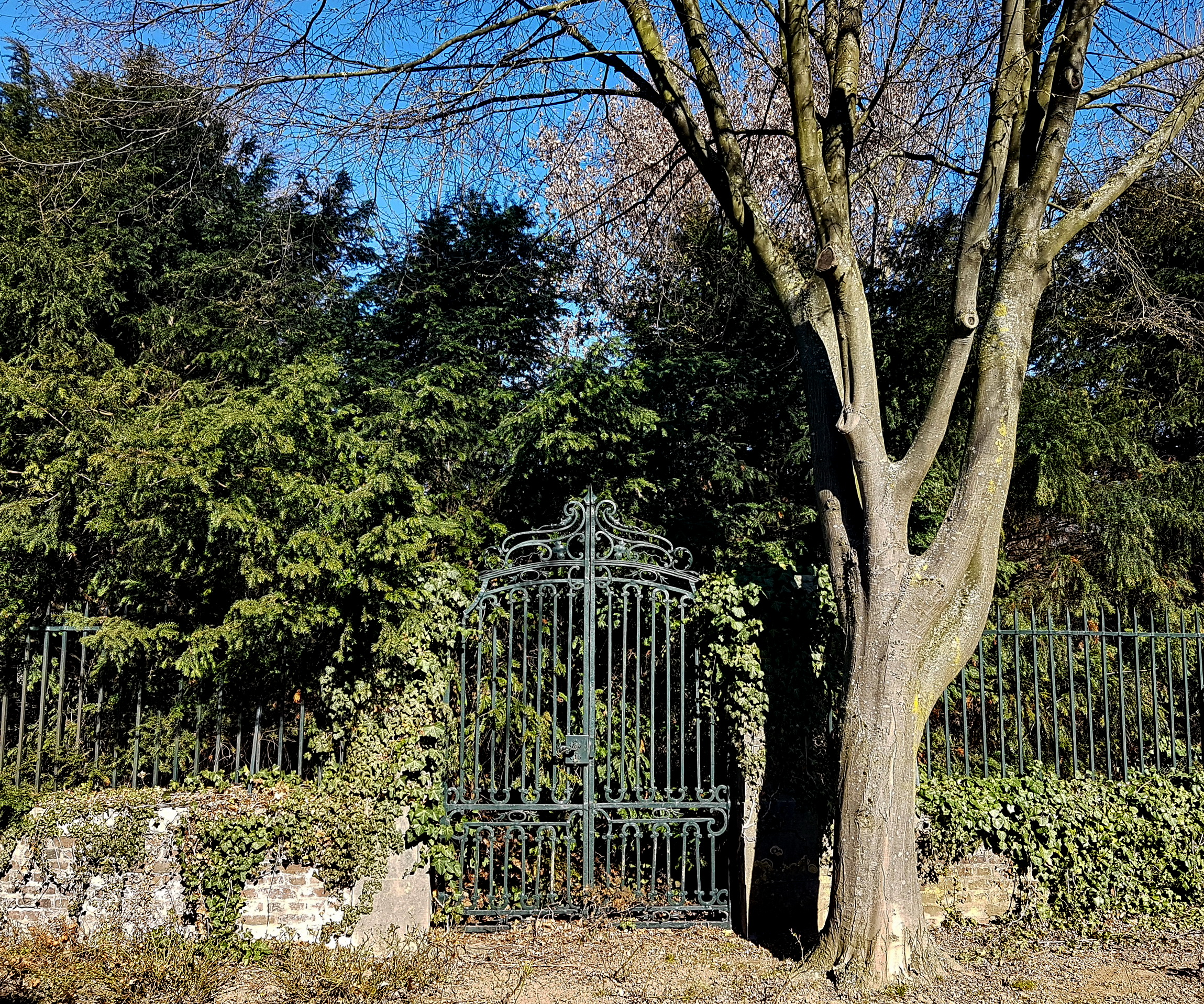
Tuinhek

#### Interieur

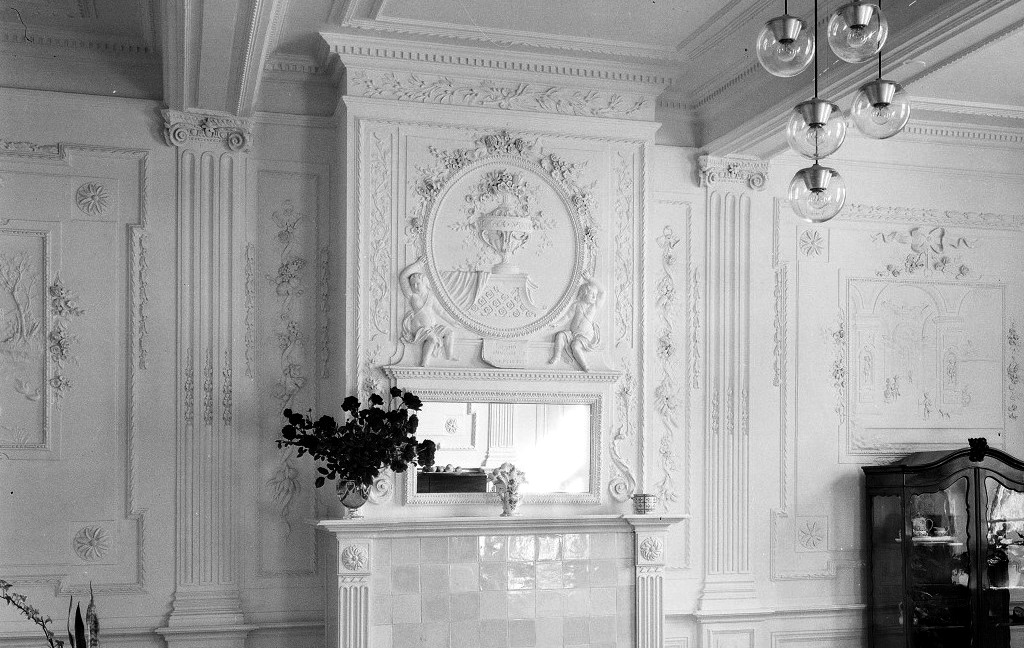
De salon met stucwerk van Gagini

Het interieur van Huis Eyll valt op door het stucwerk in Lodewijk XVI-stijl uit 1789 van de sinds 1782 in Maastricht gevestigde Zwitsers-Italiaanse sierstucwerker Petrus Nicolaas Gagini (1745-1811). De rechthoekige of ovale gestucte wandpanelen tussen Ionische pilasters in de grote salon op de begane grond tonen idyllische landschappen, stadsgezichten en personificaties van de kunsten: Musica, Sculptura, Pictura en Architectura. Op de schoorsteenmantel heeft Gagini onder een medaillon met bloemenvaas het opschrift achtergelaten: gagini invenit et scvlpsit 1789.
Het hoofdgebouw bevat twee andere schoorsteenmantels: een van zwart-wit marmer met hoekpilasters, rozetten en rankwerk en een koperen, rechthoekige haardomlijsting, een gestukadoorde schoorsteenmantel van omstreeks 1750 en een eenvoudige, betegelde schouw. Verder zijn er eiken deuren met hoekrozetten in de panelen en moerbalkzolderingen op de verdiepingen.

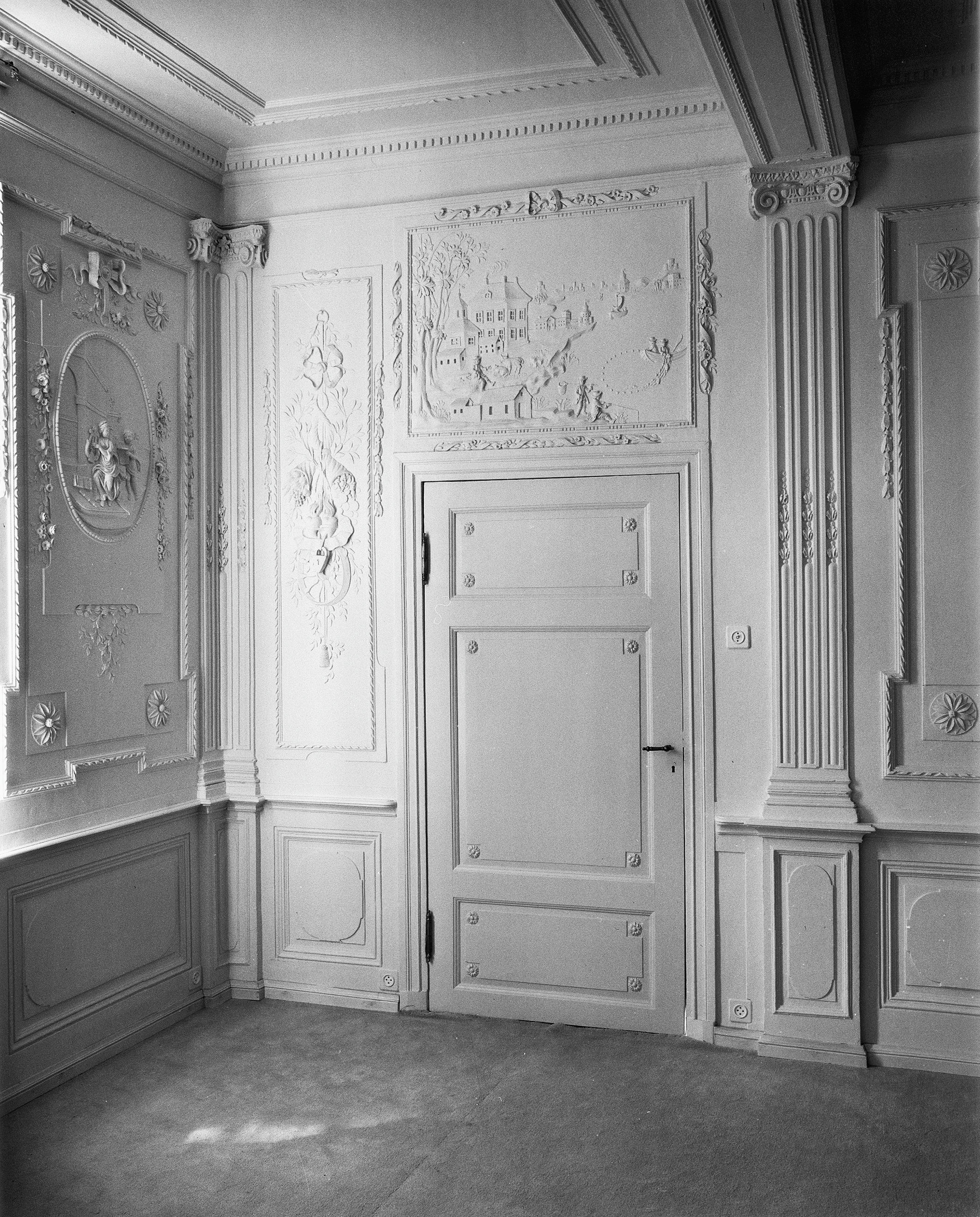
Stucwerk Gagini
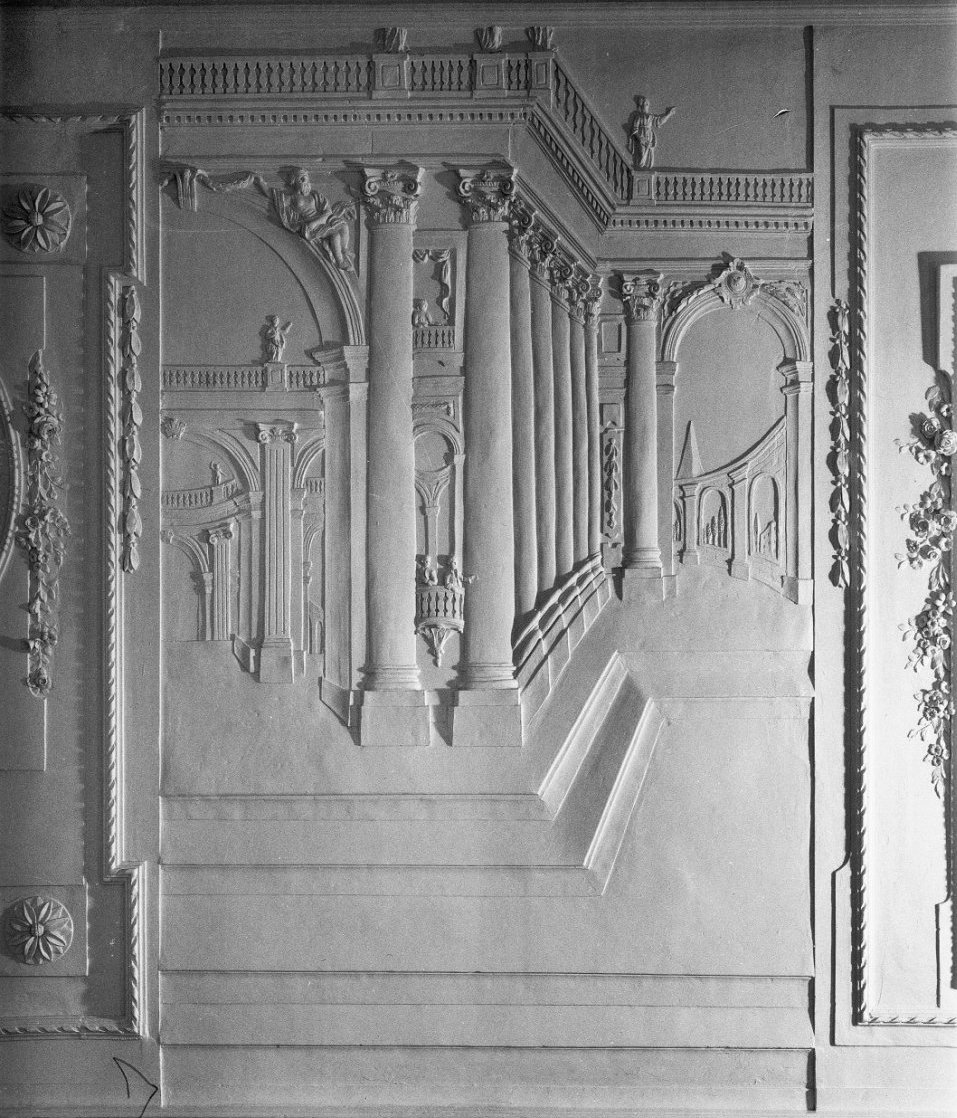
Detail stucwerk
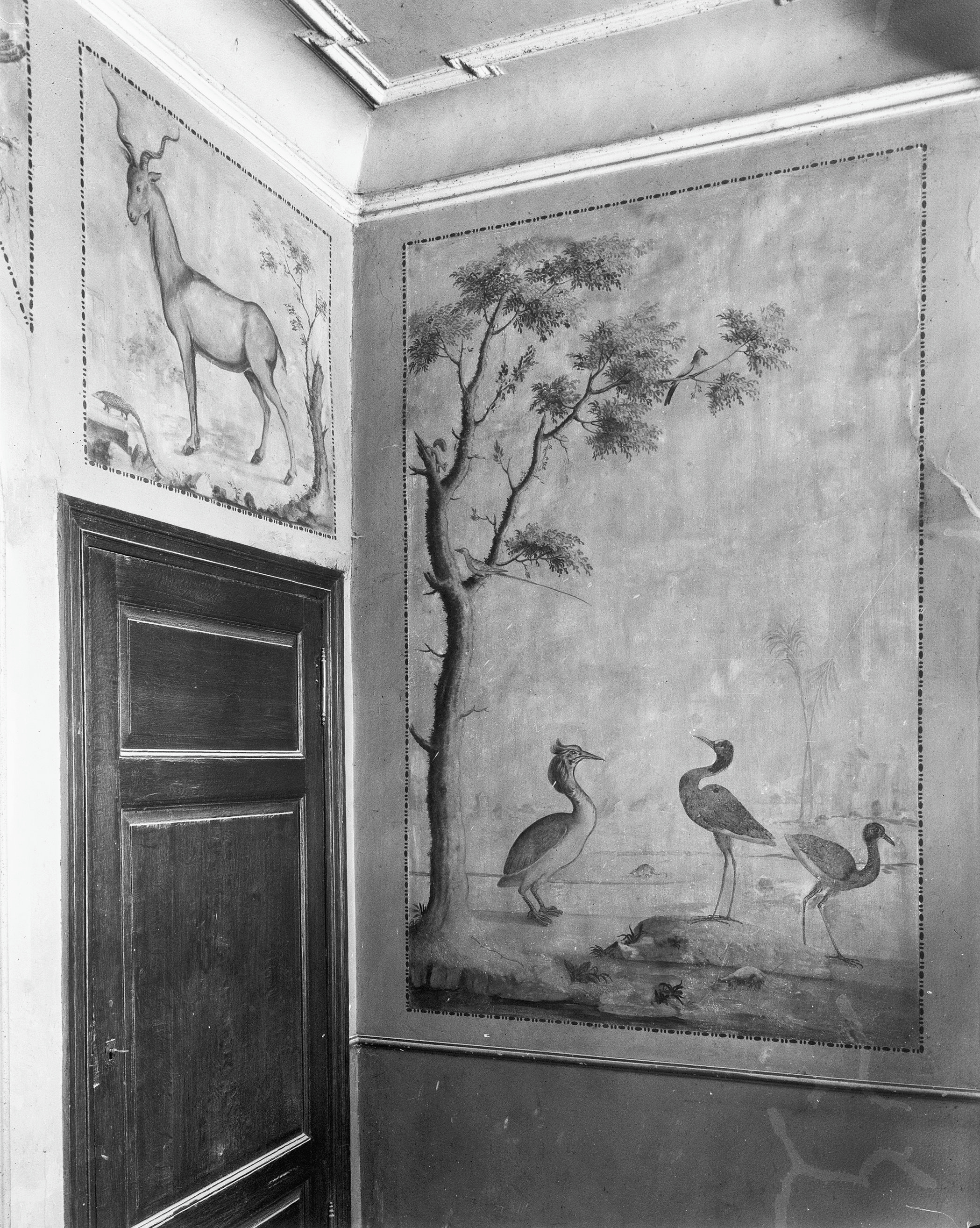
Wanddecoratie

### Hoeve de Croon

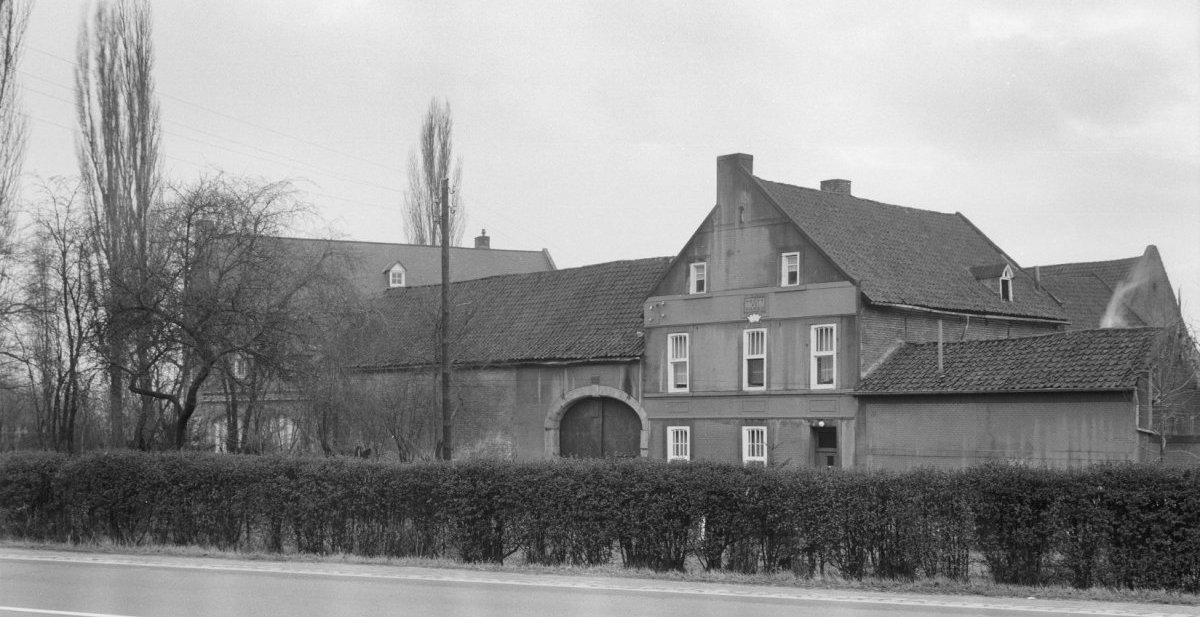
Hoeve De Croon in 1962

Hoeve de Croon is een oorspronkelijk bij het huis Eyll behorende kasteelhoeve uit 1738. Het om een binnenplaats gelegen U-vormige complex is opgetrokken uit baksteen, deels gepleisterd. Aan de straatzijde bevindt zich een hardstenen ellipsboogpoort en een puntgevel met een gevelsteen waarop een kroon en het jaartal 1738 staan afgebeeld. In de noordelijke gevel zijn naast de segmentboogpoort enkele schietspleten in hardsteen aangebracht. Rondom de hoeve bevinden zich enkele 18e- en 19e-eeuwse hekken tussen hardstenen of bakstenen pijlers, in een enkel geval met vaasvormige bekroning.
Achter de boerderij bevindt zich een bakhuis van mergel. Het ten zuidwesten van het herenhuis gelegen, 18e-eeuwse koetshuis was in 1966, ten tijde van de opname in het rijksmonumentenregister, deels ingestort. Het pand heeft een mansardedak met wolfseinden dat met leistenen is gedekt.
In het interieur van Hoeve de Croon en het koetshuis zijn houten schoorsteenmantels en betegelde schouwen aanwezig. De kelders van de hoeve zijn overdekt met gemetselde tongewelven en troggewelven, gedragen door ellipsvormige gordelbogen.

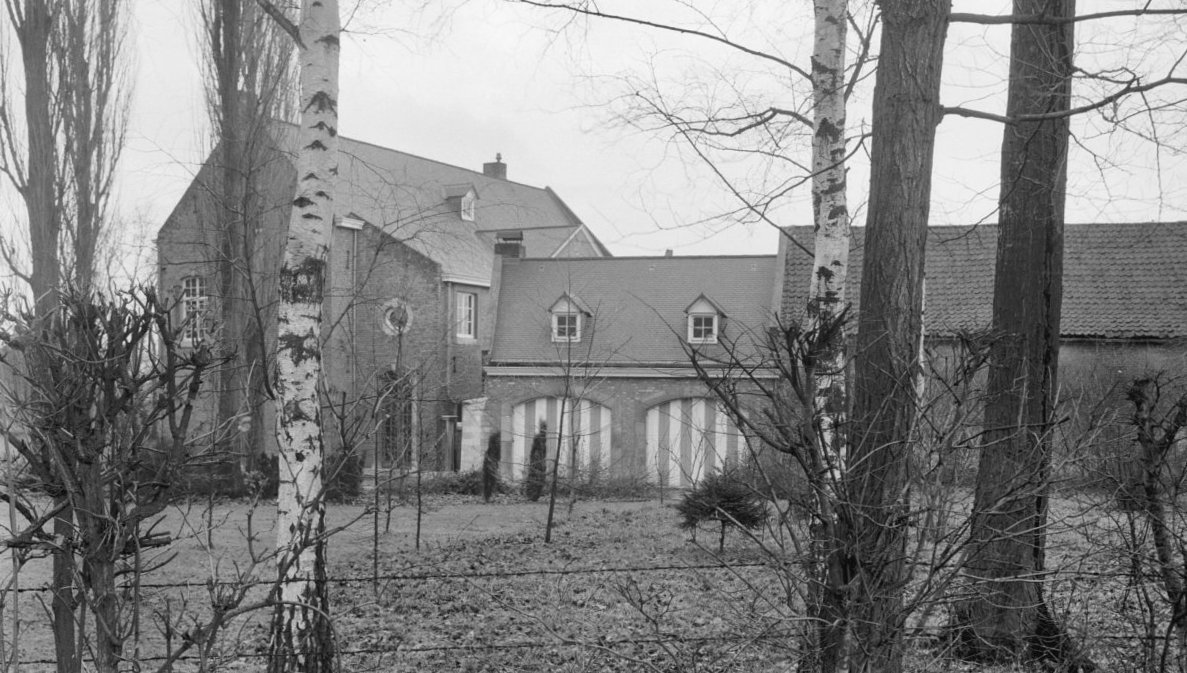
Huis Eyll (links) en hoeve
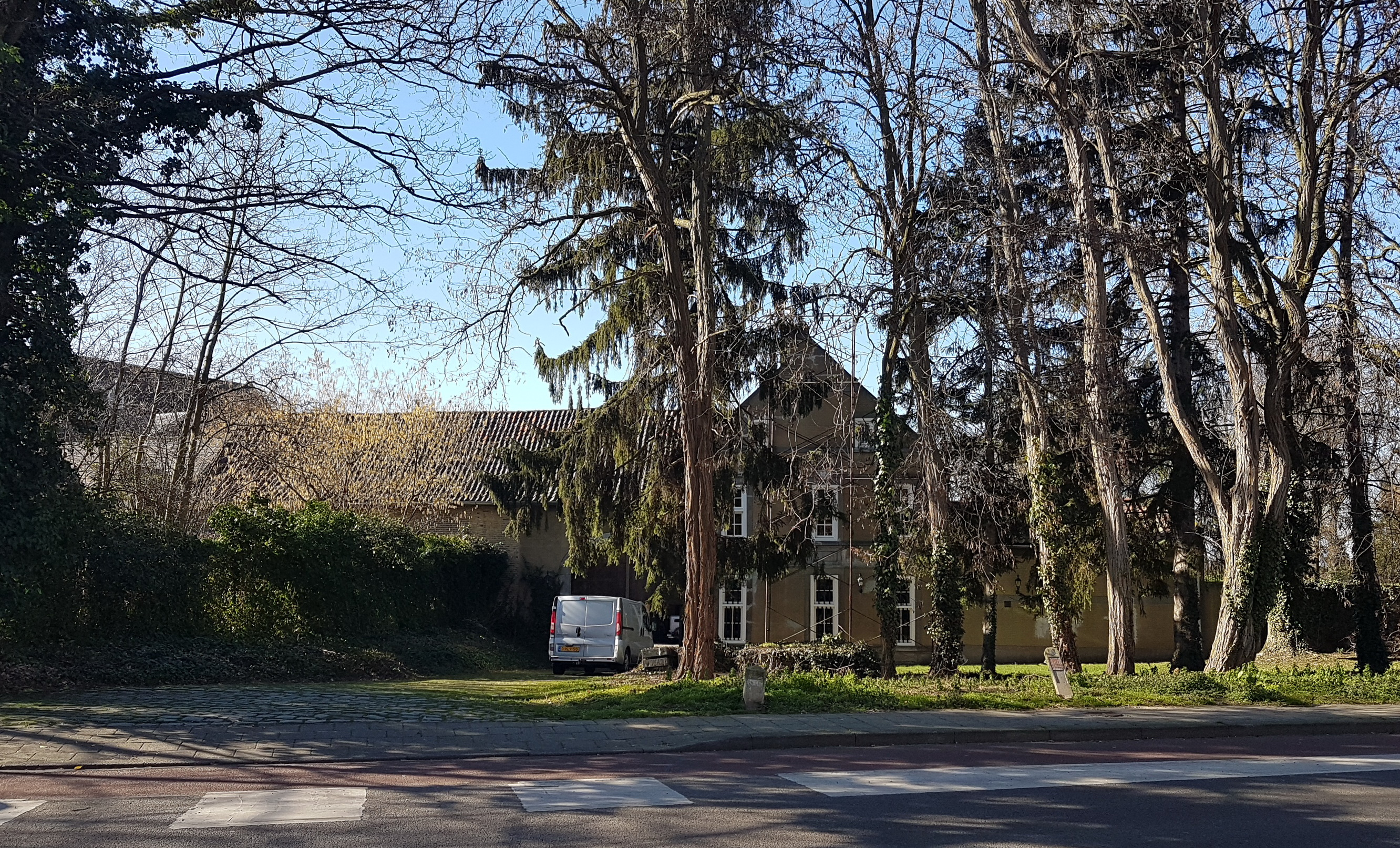
Vanaf de Rijksweg
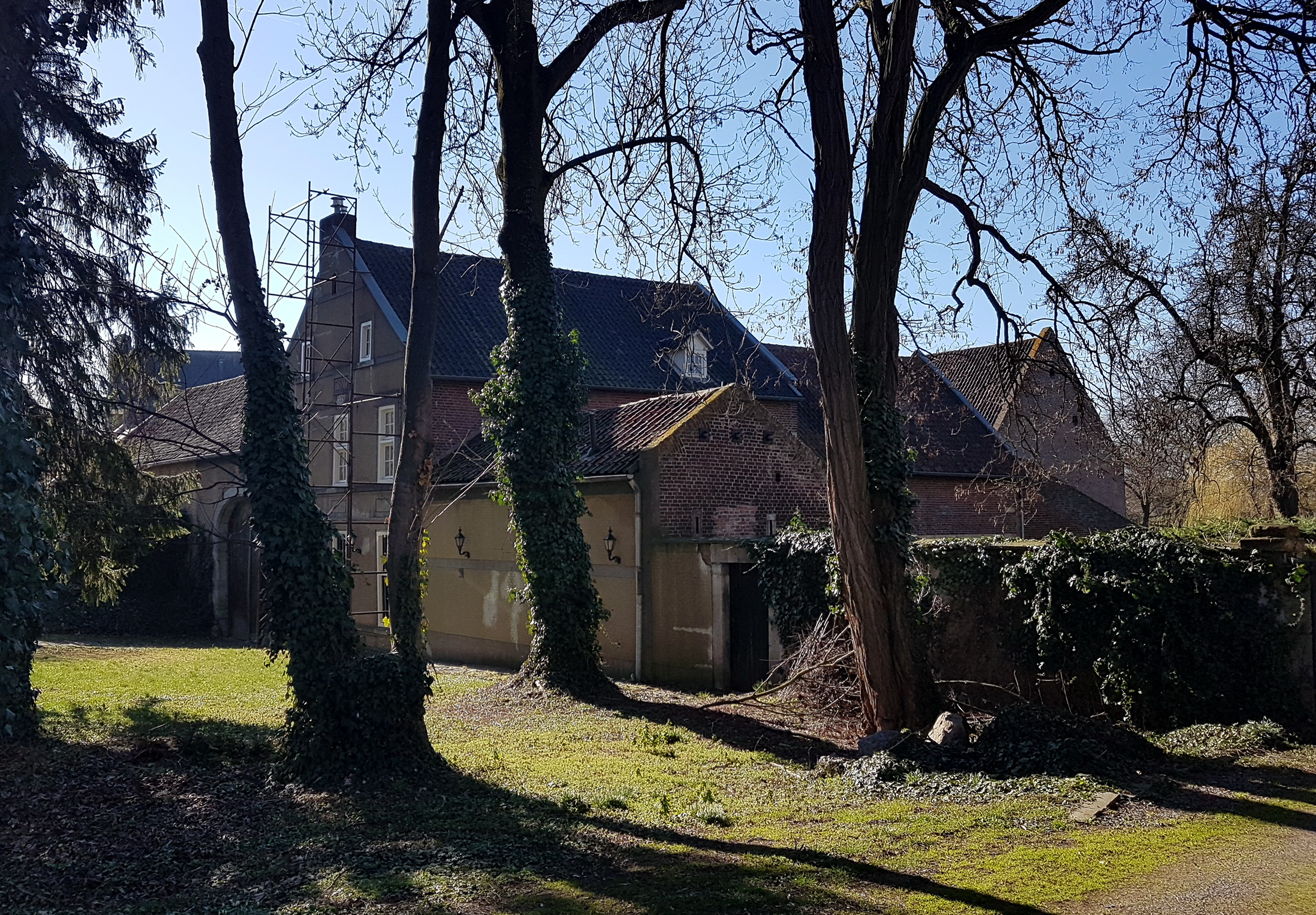
Uit het noordoosten